# 奥利弗·格拉斯纳
奥利弗·格拉斯纳（德語：Oliver Glasner，1974年8月28日—）是一位奥地利前足球运动员及现任足球教练。

## 球员生涯
格拉斯纳的足球生涯始于上奧地利州俱乐部里道（SV Riedau）的青训营。至1993年，他加盟了当时仍身处乙级联赛的里德。1995年，格拉斯纳跟随里德升入甲级联赛，并于同年完成奥甲首秀。三年后，在1997-98赛季，他又随队捧得奧地利盃。随着里德降入奥乙，格拉斯纳于2003-04赛季转投林茨竞技，但在随后一个赛季又重返里德。2005年，他随里德得以再次升入奥地利顶级联赛，并在2010-11赛季夺得队史上的第二座奥地利盃。2008年，格拉斯纳在奥地利足球先生的投票中名列第五。
在2011年7月31日对阵维也纳快速的比赛期间，格拉斯纳于一次头球争顶中造成眼角破裂及轻微脑震荡而提前退场。尽管如此，他仍然随同球队前往丹麦布隆德比市，参加对阵布隆德比的欧洲联赛预选赛。在最后一次头球训练后，他于2011年8月4日发生硬脑膜下血肿，并在同一天出现大脑及硬脑膜之间出血的症状。格拉斯纳通过手术幸存了下来，但于2011年8月23日在医生的建议下结束了自己的球员生涯。

## 教练生涯
2006年，格拉斯纳在德国哈根函授大学取得工商管理碩士学位。退役后，他获得了里德二队的教练职位，但至2012年1月，时任萨尔茨堡红牛总经理兼里德名誉主席的彼得·福格尔将其带到了萨尔茨堡。在莫扎特之城，格拉斯纳接任体育协调员，协助进行企业管理。当里卡多·莫尼兹离职后，格拉斯纳又在新任主教练施密特治下担当助理教练。至2014-15赛季，格拉斯纳重返老东家里德出任主教练。
2015年5月25日，新闻发布了格拉斯纳将于2015-16赛季起担任林茨竞技的主教练兼体育总监。在他的指导下，林茨于2017年升入奥超，并于2017-18赛季结束时以升班马身份名列第四，获得了参加来季欧洲联赛第二轮预选赛的资格。在这项赛事中，林茨顺利淘汰了挪威的利勒斯特罗姆，但至第三轮预选赛却因客场入球制劣势而不敌土耳其的贝西克塔什，无缘更进一步。在2018-19赛季，格拉斯纳率林茨以常规赛第二名的成绩完赛，并入围季后赛争冠组。在那里他们能够保持仅次于冠军萨尔茨堡红牛的第二名成绩，从而赢得了参加来季来季欧洲冠军联赛第三轮预选赛的资格。
至2019-20赛季，格拉斯纳出走德国，作为前主教练的继任人而执掌德甲球队沃尔夫斯堡。他签署了一份期至2022年6月30日止的合同。在2019年6月30日的新闻发布会上，奥地利人正式履新。
2021–22賽季，格拉斯纳帶領法兰克福於2021–22年歐洲聯賽決賽對上格拉斯哥流浪者以十二碼大戰獲勝，法兰克福時隔多年再次贏得歐霸盃冠軍。

## 荣誉

### 球員生涯
里德
- 奧地利盃冠军：1997–98[11]、2010–11[12]
- 里德终身名誉队长

### 教練生涯
法蘭克福
- 歐霸盃冠軍：2021–22[10]

 水晶宮
- 英格兰足总杯冠軍：2024–25[13]
- 英格蘭社區盾冠軍：2025[14]